# Nhà thờ chính tòa Zamora

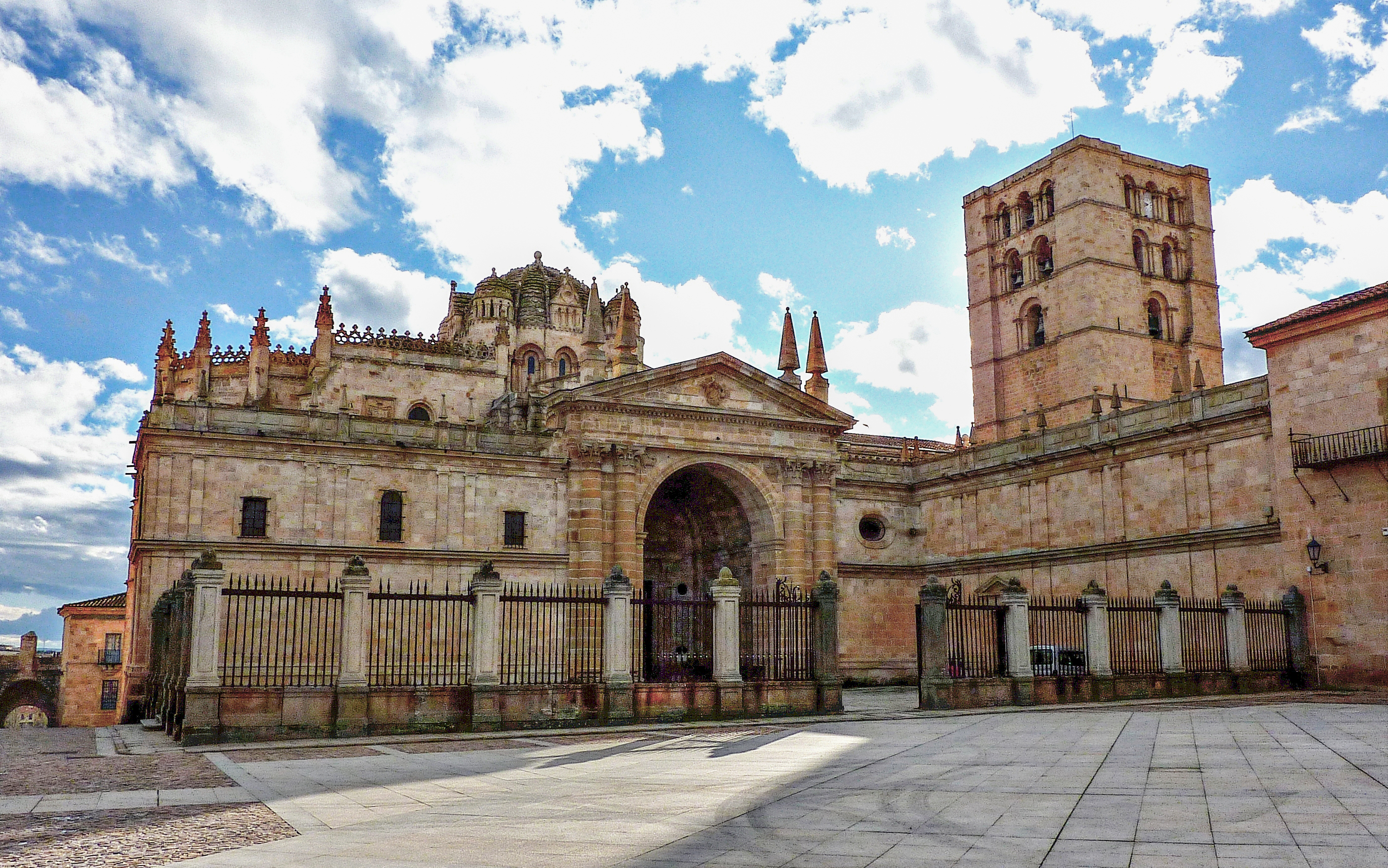
Mật tiền chính

Nhà thờ chính tòa Zamora là một nhà thờ chính tòa ở Zamora, Tây Ban Nha, trung tâm Tây Ban Nha, nằm phía trên bên phải bờ sông Douro ở phía nam và trên thị trấn cũ. Nhà thờ được xây dựng vào khoảng giữa các năm 1151 và 1174, và là ví dụ điển hình của kiến trúc Roman Tây Ban Nha.

## Lịch sử
Nhà thờ cũ từng tồn tại vào thời kỳ vua Alfonso VII của León và Castile, nhưng nhanh chóng bị đổ nát, vì vậy nhà vua đã khuyên góp nhà thờ Thánh Thomas ở thành phố để hoạt động như nhà thờ chính tòa.